# Abdon Furuhage
Abdon Adalbert Furuhage, född Jansson den 30 juli 1894 i Grythyttan, död den 23 augusti 1969 i Göteborg, var en svensk konstnär och författare.

## Biografi
Abdon Furuhage genomgick två årskurser vid Brunnsviks folkhögskola och medarbetade därefter i flera tidningar och tidskrifter. Hans dikter utkom i tre samlingar och han skrev även en roman samt flera opublicerade skådespel.
Som bildkonstnär har Furuhage huvudsakligen målat landskap, figurer och porträtt. Han medverkade i ett flertal utställningar i Stockholm, Göteborg, Borås och Örebro och är representerad vid Kopparbergs läns landsting och Fornby folkhögskola. Han var från 1938 gift med skulptören Nancy Claeson.